# Wimbledon (film)
Wimbledon, brittisk/fransk/amerikansk romantisk komedifilm från 2004.

## Handling
Tennisspelaren Peter Colt (Paul Bettany), en tidigare storspelare som nu tappar placeringar och anses ha spelat som bäst tidigare i karriären, ser sin sista chans att vinna den prestigefyllda turneringen Wimbledon och samtidigt imponera en nybörjare på damsidan, Lizzie Bradbury (Kirsten Dunst).

## Om filmen
Filmen är regisserad av Richard Loncraine som tidigare regisserat filmen Richard III (film). Manus av Adam Brooks, Jennifer Flackett, och Mark Levin.
Filmen är dedicerad till Mark McCormack.

## Rollista (i urval)
- Kirsten Dunst - Lizzie Bradbury
- Paul Bettany - Peter Colt
- Robert Lindsay - Ian Frazier
- Celia Imrie - Mrs. Kenwood
- Sam Neill - Dennis Bradbury
- Nikolaj Coster- Waldau - Dieter Prohl
- Bernard Hill - Edward Colt
- James McAvoy - Carl Colt
- Barry Jackson - Danny Oldham
- Austin Nichols - Jake Hammond
- Kyle Hyde - motståndare i Monte Carlo